# 자멜 지단
자멜 지단(아랍어: جمال زيدان Djamel Zidane[*], 1955년 4월 28일, 알제리 알제 ~ )은 알제리의 전 축구 선수이다. 그는 1982년 FIFA 월드컵에서 알제리 축구 국가대표팀을 이끌고 출전하여 서독 축구 국가대표팀을 격파하는 이변을 연출했다. 이 사건으로 인하여 당시 서독 축구 국가대표팀은 2라운드에 진출하기 위해 조 1위였던 오스트리아 축구 국가대표팀과의 경기에서 사전에 오스트리아 축구 국가대표팀 선수진을 매수하고 1-0으로 서독이 승리하도록 승부조작을 벌였다. 이후 1986년 FIFA 월드컵에도 출전했으나 1무만을 기록하고 본선 조별라운드에서 탈락했다.
알려진 것과는 다르게 그는 지네딘 지단과 관계가 없다.

## 같이 보기
- 서독 대 오스트리아 (1982년 FIFA 월드컵)